# Isis Arrondo
Pour les articles homonymes, voir Arrondo.
Isis Arrondo, née le 8 mars 1989 à Pau, est une joueuse française de basket-ball. Elle joue principalement au poste de meneuse.

## Biographie
Associée à l'image de Tarbes, son rôle déclinant au profit de l'autre meneuse Maja Miljkovic amène son départ du club en décembre 2011 pour le club belge de Braine, où est engagée simultanément Soana Lucet. Elle joue actuellement au Nantes Rezé Basket depuis son départ de Braine à l'été 2012.Elle porte le numéro 9. En 2015 elle prolonge pour deux saisons avec le club Nanto-Rezéen.
Durant l'été 2017, elle rejoint Angers en Ligue 2 (7,1 points et 5,8 passes décisives en 2018-2019) et prolonge pour une troisième saison.

## Palmarès

### Jeune
- Médaille d'or au championnat d'Europe U20 2009[4].
- Médaillée d'argent à l'Euro Espoirs en 2008
- Médaillée d'argent à l'Euro Cadettes en 2005

### Club
- Championne de France LFB en 2010
- Finaliste de la Coupe de France 2013